# 村田興文
村田 興文（むらた おきふみ、1952年11月3日 - ）は、日本の実業家。大阪府出身。Innerbrain株式会社代表取締役。シンジェンタジャパン株式会社元相談役・元取締役会長・代表取締役社長。

## 人物・経歴
1971年、東京都立豊多摩高校卒業。1976年、上智大学理工学部化学科卒業。大学卒業後はモンサント日本法人に入社し、営業本部長や新規事業本部長を歴任。1997年、無機化学メーカーであるローム・アンド・ハースの日本法人に入社し、アジア太平洋地域マーケッティング・研究開発本部長を歴任。2001年、シンジェンタ日本法人に入社し、取締役（クロップ・プロテクション営業本部長）に就任。2009年、同社代表取締役社長に就任。その後、同社取締役会長や相談役を歴任。また、経団連農政問題委員、農薬工業会副会長、農林水産航空協会理事、日本農産物輸出組合理事長を歴任。2016年、Innerbrain株式会社代表取締役に就任。